# Tetrazol
Tetrazol je heterocyklická organická sloučenina s pětičlenným cyklem obsahujícím čtyři atomy dusíku a jeden atom uhlíku; jako tetrazoly se také označují deriváty této základní sloučeniny.

## Struktura

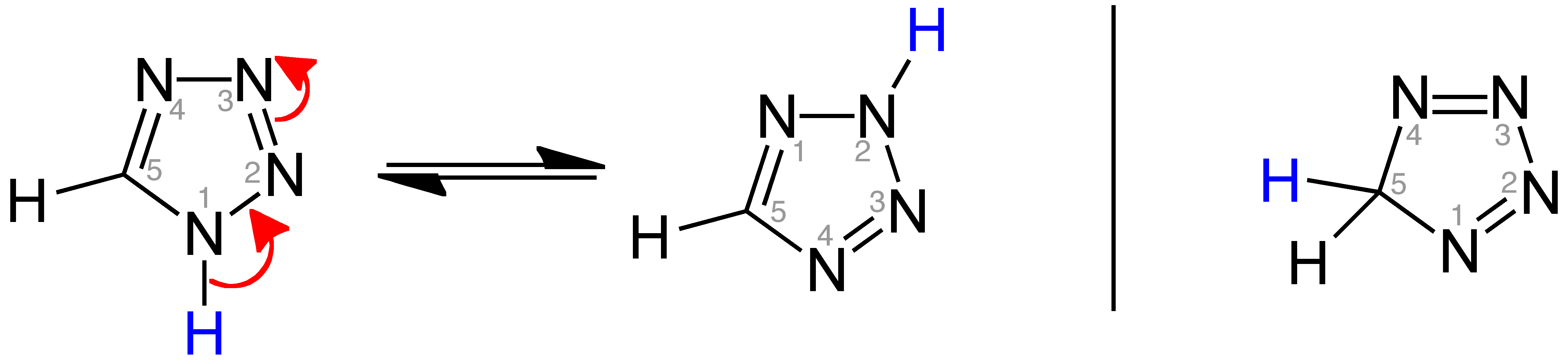
Tautomerizace 1H-tetrazolu (vlevo) a 2H-tetrazolu (uprostřed) porovnaných s 5H-tetrazolem (vpravo)

Existují tři izomery tetrazolu, lišící se polohou dvojných vazeb: 1H-, 2H-, a 5H-tetrazol. 1H- a 2H-izomery jsou navzájem tautomery, přičemž v pevném skupenství převažuje 1H-tetrazol. V plynném skupenství je oproti tomu většinovým tautomerem 2H-tetrazol.
1H- a 2H-tetrazol jsou aromatické, protože mají 6 π elektronů; 5H-izomer aromatický není.

## Příprava
1H-tetrazol byl poprvé připraven reakcí bezvodé kyseliny azidovodíkové s kyanovodíkem za zvýšeného tlaku. Reakcemi nitrilů s azidem sodným za přítomnosti jodu nebo hydrogensíranu sodného na silikagelu jako katalyzátorů lze výhodně připravit 5-substitované 1H-tetrazoly. Dalším možným způsobem je deaminace 5-aminotetrazolu, jenž se dá zakoupit nebo získat z aminoguanidinu.
2-aryl-2H-tetrazoly mohou být připraveny [3+2] cykloadičními reakcemi aryldiazoniových solí a trimethylsilyldiazomethanu.

## Použití
Existuje několik léčiv obsahujících tetrazolovou funkční skupinu. Tetrazoly mohou fungovat jako bioizostery pro karboxylátové skupiny, protože mají podobné hodnoty pKa a jsou deprotonovány za fyziologického pH. Blokátory receptoru angiotenzinu II — například losartan a kandesartan, jsou často tetrazoly.
Často používaným tetrazolem je dimethylthiazolyldifenyltetrazolium bromid (MTT). Tento tetrazol se používá při MTT testech ke kvantifikaci respirační aktivity živých buněk v tkáňových kulturách, i když je obvykle zabíjí. Některé tetrazoly mohou být rovněž použity k detekci DNA.
Bylo zjištěno, že VT-1161 a VT-1129mohou být použity proti houbovým chorobám, protože narušují funkci houbových enzymů, ale na lidské nepůsobí.
Některé vysokoenergetické deriváty tetrazolu, například azidotetrazolátové soli dusíkatých zásad, byly zkoumány jako možné vysokoúčinné výbušniny, jež by mohly nahradit trinitrotoluen (TNT), a také jako pevná paliva pro raketové motory.
Výbušné vlastnosti se využívají také u samotného tetrazolu a 5-aminotetrazolu, jenž se někdy používají k tvorbě plynu v airbazích. Tetrazolové energetické materiály vytvářejí za vysokých teplot netoxické produkty, jako jsou voda a dusík, hoří rychle a jsou poměrně stabilní.
Delokalizační energie tetrazolu je 209 kJ/mol.
1H-tetrazol a 5-(benzylthio)-1H-tetrazole (BTT) se používají jako kyselé aktivátory reakcí při syntéze oligonukleotidů.